# Brachytarsophrys
Brachytarsophrys là một chi động vật lưỡng cư trong họ Megophryidae, thuộc bộ Anura. Chi này có 5 loài và 20% bị đe dọa hoặc tuyệt chủng.